# Maxakalis

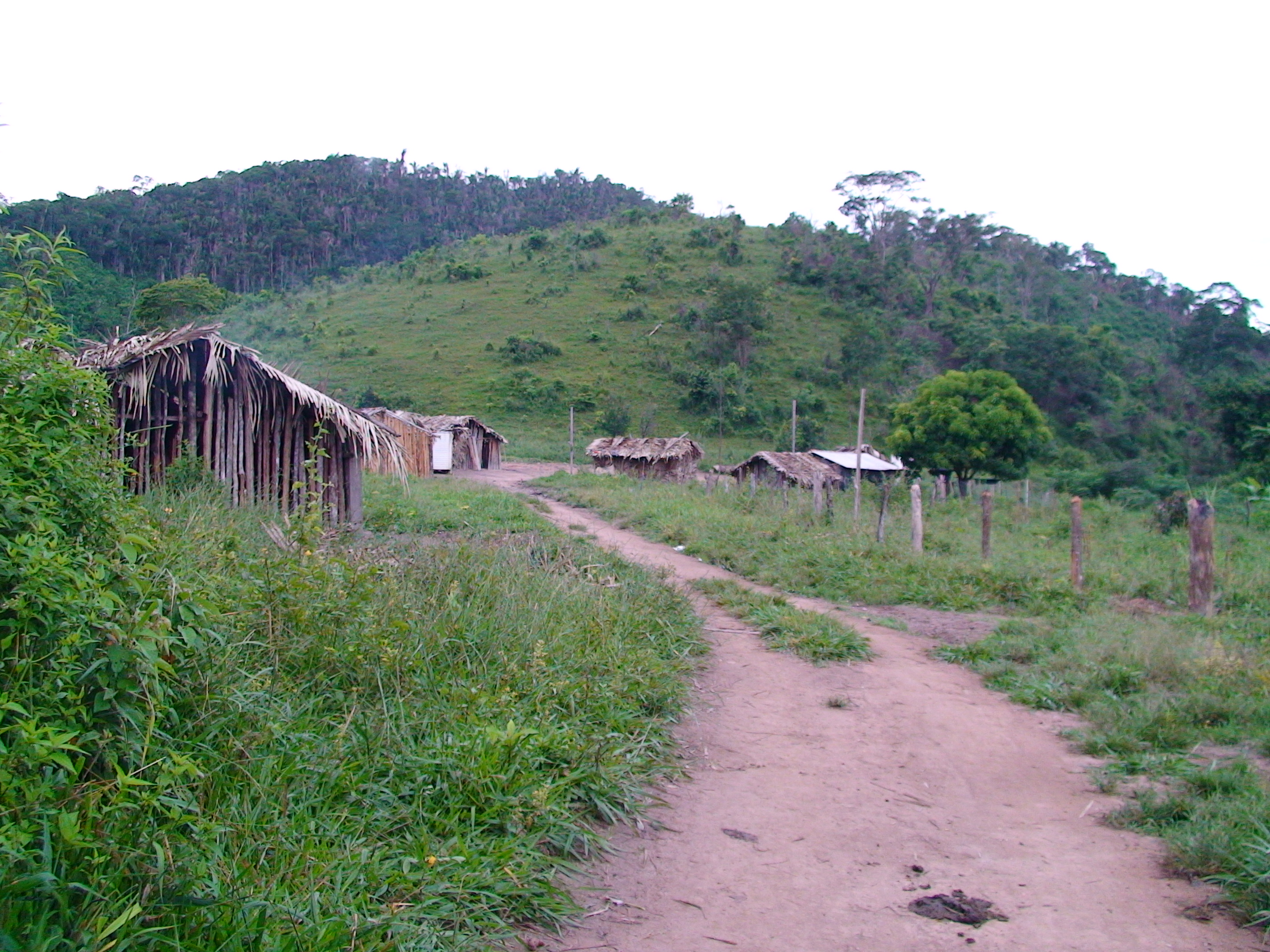
Un village des Maxacalis.

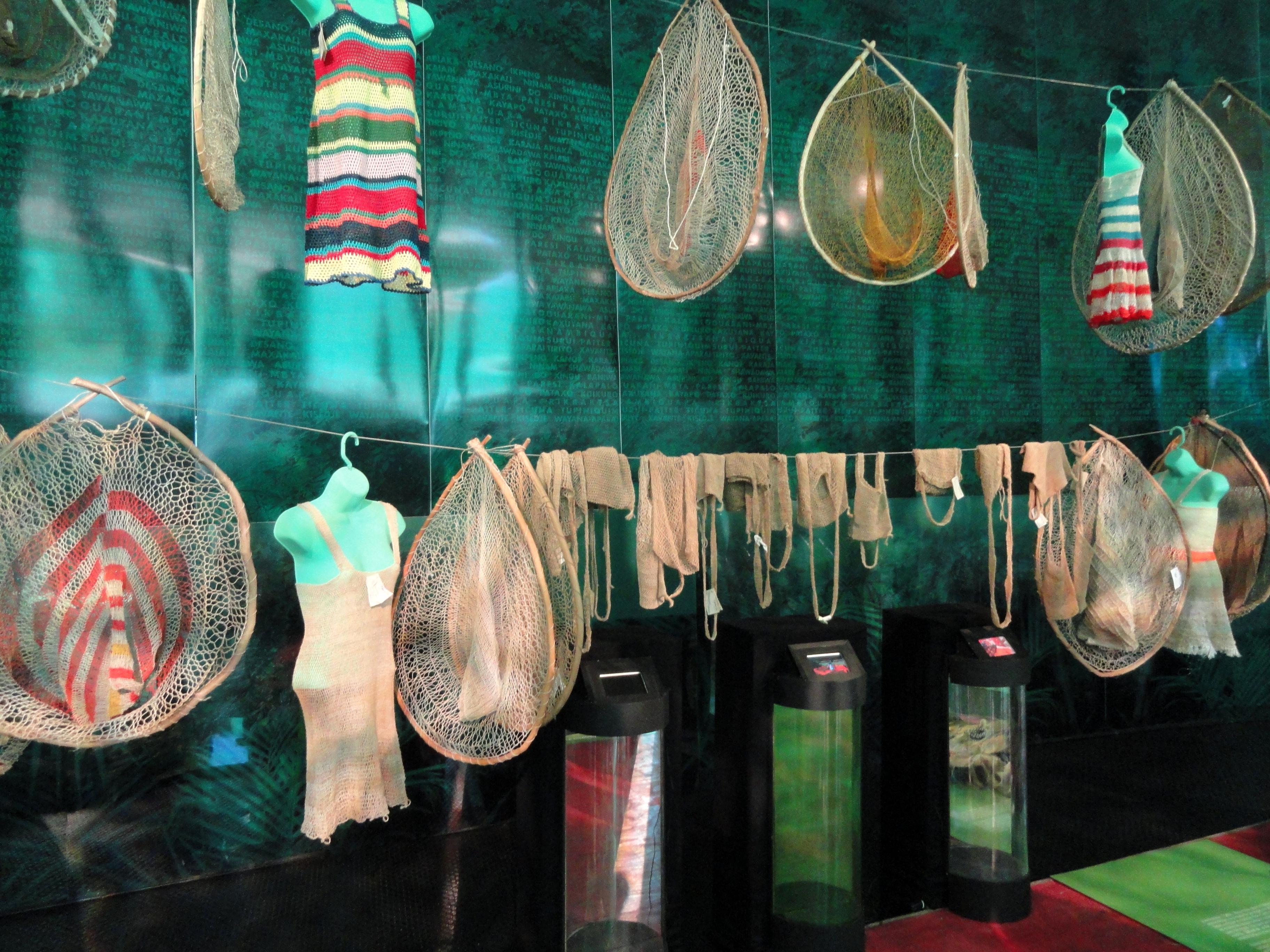
Filets de pêche des Maxacalis.

Les Maxakalis sont un groupe ethnique amérindien du Brésil.

## Géographie et ethnologie
Les Maxakalis vivent dans les districts de Santa Helena de Minas, de Bertópolis, de Ladainha et de Teófilo Otoni, dans l'État fédéral de Minas Gerais au Brésil. Leur population est estimée à 400 membres à la fin du XXe siècle. Ils vivent dans l’isolement et la pauvreté. Ils parlent la langue maxakali, qui est une des langues maxakalíennes. Cette langue est remarquable par le fait qu'elle n'a pas de consonne nasale ni fricative de manière contrastive. Il y a des mariages mixtes depuis le XXIe siècle. 

## Mythologie
Selon l'histoire de la création dans la mythologie des Maxakalis, le créateur Topa leur donne une loutre apprivoisée pour la pêche à la loutre. Cela doit les aider à avoir toujours quelque chose à manger, à condition de ne pas oublier de lui donner les trois plus gros poissons attrapés. Lorsque le mari de la petite-fille du gardien de loutres néglige cette règle, la communauté est punie par une forte inondation. 